# Microgaza corona
Microgaza corona is een slakkensoort uit de familie van de Solariellidae. De wetenschappelijke naam van de soort is voor het eerst geldig gepubliceerd in 2001 door Lee Y.C. & Wu W.L..